# Entity List
Entity List (pol. lista podmiotów) – lista ograniczeń handlowych publikowana przez Biuro Przemysłu i Bezpieczeństwa (BIS) Departamentu Handlu Stanów Zjednoczonych, zawierająca określone osoby, podmioty lub rządy zagraniczne. Podmioty znajdujące się na liście podlegają wymogom licencyjnym w zakresie eksportu lub transferu określonych towarów, takich jak niektóre technologie amerykańskie. Osobom prywatnym i firmom ze Stanów Zjednoczonych nie zabrania się zakupu towarów od firmy znajdującej się na liście podmiotów.
Listę pierwszy raz opublikowano w 1997 roku w celu poinformowania społeczeństwa o podmiotach zaangażowanych w rozprzestrzenianie broni masowego rażenia. Od tego czasu lista została rozszerzona o podmioty, które angażowały się w działania zatwierdzone przez Departament Stanu oraz działania sprzeczne z bezpieczeństwem narodowym USA lub interesami polityki zagranicznej.

## Podmioty notowane
Na liście podmiotów znajdują się firmy i organizacje z siedzibą w krajach/regionach, takich jak Chiny, Rosja, Szwajcaria, Tajwan, Japonia, Izrael, Polska i inne.
W 2022 na liście podmiotów znajdowało się około 600 podmiotów z Chin. Wyznaczone podmioty to głównie firmy i instytucje badawcze zajmujące się technologią wojskową, 5G, sztuczną inteligencją i innymi zaawansowanymi technologiami.

### Huawei
Na Liście podmiotów znajduje się m.in. Huawei, chiński producent urządzeń telekomunikacyjnych i elektroniki użytkowej. Huawei został dodany do listy w maju 2019 r., a w maju 2020 r. dokonano jej rewizji, w wyniku której sankcje zostały jeszcze bardziej zaostrzone, w wyniku czego firma nie mogła już korzystać z niektórych wersji oprogramowania Android na swoich smartfonach.

## Odpowiedzi Chin

### Odpowiedź Huawei i gromadzenie zapasów
Huawei zgromadził zapasy do czasu wejścia obostrzeń w 2020 roku. Głównie były to procesory mobilne 5G, układy Wi-Fi, sterowniki częstotliwości radiowej i wyświetlacza oraz inne komponenty i były one gromadzone od głównych dostawców i producentów układów scalonych takich jak Samsung, SK Hynix, TSMC, MediaTek, Realtek, Novatek i RichWave. W ramach swojej działalności telekomunikacyjnej (w tym 5G) i serwerowej Huawei zgromadził zapasy układów scalonych i komponentów na okres około 1,5 do 2 lat. Masowe gromadzenie zapasów rozpoczęto w 2018 roku, kiedy Meng Wanzhou, córka założyciela Huawei, została aresztowana w Kanadzie na wniosek USA.